# Rato-do-campo
O rato-do-campo é um pequeno roedor da família Muridae, pertencente a uma das muitas espécies dos géneros Holochilus, Orizomys ou Mastomys. São roedores de pequeno porte: o macho adulto pesa apenas 25 g.
Vivem em grupo familiares, geralmente instalados a uma boa distância de habitações humanas e preferentemente próximos às plantações de cereais. É comum, também, encontrá-los perto de bambuzais. Sua vida é curta, raramente chegando a 1 ano, mas a prole (família) é numerosa, encontrando-se freqüentemente ninhadas de 5 a 10 filhotes. Algumas espécies têm o pelame avermelhado, mas há outra cor de terra, chegando mesmo ao cinza-chumbo.
Quando não estão excessivamente concentrados, fazem parte de uma cadeia ecológica bastante estável, servindo de alimento preferencial a outras espécies predadoras, como cobras, aves de rapina e pequenos carnívoros.
A falta de seus predadores naturais ou o excesso de alimento desfaz esse equilíbrio e os pequenos roedores, aos milhares, são capazes de efetuar verdadeiras invasões devastadoras nas áreas agrícolas.
É importante saber que o camundongo não é um rato do campo, mas um animal que pertence a outra espécie.